# لودویک فریتشه
لودویک فریتشه (لهستانی: Ludwik Fritsche؛ ‏ ۱۷ اوت ۱۸۷۲ – ۴ سپتامبر ۱۹۴۰) بازیگر اهل لهستان بود.
از فیلم‌ها یا برنامه‌های تلویزیونی که وی در آن نقش داشته‌است، می‌توان به عالی‌جناب، شاگرد مغازه، ۳۰ قیراط خوشبختی، همه مجاز به عشق ورزیدن هستند، خواننده ورشویی و پان تادئوش اشاره کرد.